# Tribu Papiria
Ne pas confondre avec la gens Papiria, gens romaine éponyme.
La tribu Papiria (en latin classique : Pǎpīrǐa) est l'une des trente-et-une tribus rustiques de la Rome antique.

## Histoire
D'après Festus, elle tirait son nom de la gens Papiria ou de celui d'un territoire que les lacunes des manuscrits n'ont pas permis de restituer.
À la suite de la refondation césarienne de la colonie romaine de Narbonne, les citoyens  furent inscrits à la tribu Papiria.